# Super Reds FC
Super Reds Football Club was een Singaporese voetbalclub uit Yishun. De club werd door de Koreaanse gemeenschap opgericht in 2007 als Korean Super Reds FC, maar veranderde de naam naar Super Reds FC in oktober 2007. De thuiswedstrijden werden in het Yishun Stadium gespeeld, dat plaats biedt aan 3.700 toeschouwers. De clubkleuren waren rood-wit. De club speelde alleen maar met Koreaanse spelers.
De club was een van de drie buitenlandse clubs in de S-League, samen met het Japanse Albirex Niigata FC en het Chinese Dalian Shide Siwu FC.

## Erelijst
Nationaal
- S-League

Runner up: (1) 2008
- Singapore League Cup

Runner up: (1) 2008